# O.G. (Rapper)
O.G. ist ein deutscher Rapper.

## Leben
OG ist ein Wort aus dem amerikanischen Slang. War es ursprünglich eine Abkürzung für original gangster oder original gangsta und kam erstmals in den 1970ern im Umfeld der Crips auf, verschob sich die Bedeutung später zu einem Original oder einer hochangesehenen Person. Zur Verbreitung außerhalb der Gangkultur trug hierbei Ice-Ts Single O.G. Original Gangster (1991) bei.
Aufgrund von mehreren Strafdelikten, saß O.G. mehrere Haftstrafen ab. Während seiner ersten Haftstrafe lernte er den Rapper Nimo kennen, welcher sein Zell-Nachbar war.
Zwischen 2016/2017 bekam der Rapper einen Deal beim Label 385idéal, welcher jedoch aufgrund von einer weiteren Haftstrafe platzte.

## Diskografie

### Studioalben
| Jahr | Titel Musiklabel                                    | Höchstplatzierung, Gesamtwochen, AuszeichnungChartplatzierungen (Jahr, Titel, Musiklabel, Platzierungen, Wochen, Auszeichnungen, Anmerkungen) | Höchstplatzierung, Gesamtwochen, AuszeichnungChartplatzierungen (Jahr, Titel, Musiklabel, Platzierungen, Wochen, Auszeichnungen, Anmerkungen) | Höchstplatzierung, Gesamtwochen, AuszeichnungChartplatzierungen (Jahr, Titel, Musiklabel, Platzierungen, Wochen, Auszeichnungen, Anmerkungen) | Anmerkungen                          |
| Jahr | Titel Musiklabel                                    | DE | AT | CH | Anmerkungen                          |
| ---- | --------------------------------------------------- | --- | --- | --- | ------------------------------------ |
| 2021 | Ott sei Dank Dope / Epic Records Germany            | — | — | — | Erstveröffentlichung: 7. Mai 2021    |
| 2022 | H30D Dope / Epic Records Germany                    | DE11 (1 Wo.)DE | AT27 (1 Wo.)AT | CH17 (2 Wo.)CH | Erstveröffentlichung: 6. Mai 2022    |
| 2023 | Smooth Crooked Criminal Dope / Epic Records Germany | DE30 (1 Wo.)DE | — | — | Erstveröffentlichung: 28. April 2023 |

### EPs
- 2017: Free O.G

### Singles
| Jahr | Titel Album                             | Höchstplatzierung, Gesamtwochen, AuszeichnungChartplatzierungen (Jahr, Titel, Album, Platzierungen, Wochen, Auszeichnungen, Anmerkungen) | Höchstplatzierung, Gesamtwochen, AuszeichnungChartplatzierungen (Jahr, Titel, Album, Platzierungen, Wochen, Auszeichnungen, Anmerkungen) | Höchstplatzierung, Gesamtwochen, AuszeichnungChartplatzierungen (Jahr, Titel, Album, Platzierungen, Wochen, Auszeichnungen, Anmerkungen) | Anmerkungen                                           |
| Jahr | Titel Album                             | DE | AT | CH | Anmerkungen                                           |
| --- | --------------------------------------- | --- | --- | --- | ----------------------------------------------------- |
| 2022 | 100.000 Bratan                          | DE96 (1 Wo.)DE | — | — | Erstveröffentlichung: 4. März 2022 Olexesh feat. O.G. |
| 2022 | Baradar –                               | DE31 (2 Wo.)DE | — | — | Erstveröffentlichung: 1. April 2022 O.G. feat. Nimo   |
| 2022 | Jede Träne Smooth Crooked Criminal      | DE71 (1 Wo.)DE | — | — | Erstveröffentlichung: 5. August 2022                  |
| 2023 | Auf Wiedersehen Smooth Crooked Criminal | DE93 (1 Wo.)DE | — | — | Erstveröffentlichung: 6. Januar 2023                  |
| Folgende Lieder erschienen nicht als Single, wurden aber durch das Album zum Download und Streaming bereitgestellt und konnten somit eine Platzierung erlangen: |                                         | | | |                                                       |
| |                                         | | | |                                                       |
| 2022 | Nie verstehen Seelenfrieden             | DE25 (4 Wo.)DE | — | CH87 (1 Wo.)CH | Pajel feat. O.G.                                      |
| 2024 | Tret in die Pedale Vier                 | — | — | — | Charteinstieg: 28. Juni 2024 Nimo feat. O.G.          |